# Scorpidicola californiensis
Scorpidicola californiensis är en plattmaskart. Scorpidicola californiensis ingår i släktet Scorpidicola och familjen Haploporidae. Inga underarter finns listade i Catalogue of Life.